# Łostojańce
Łostojańce (biał. Ластаянцы; ros. Ластоянцы) – wieś na Białorusi, w obwodzie mińskim, w rejonie wołożyńskim, w sielsowiecie Wiszniew.
Znajduje się tu przystanek kolejowy Łostojańce na linii Lida - Mołodeczno.
W dwudziestoleciu międzywojennym leżały w Polsce, w województwie nowogródzkim, w powiecie wołożyńskim.